# Josef Marek (veterinář)
Josef Marek (18. března 1868 Horná Streda (Vágszerdahely) – 7. září 1952 Budapešť) byl veterinář, vědec a pedagog.
Josef Marek studoval na gymnáziu v Prešově a veterinární lékařství v Budapešti. Byl profesorem veterinární patologie na Univerzitě veterinárního lékařství v Budapešti. V roce 1907 popsal virové onemocnění kura domácího, později nazvané Markova nemoc. Popsal klinické příznaky i patologické změny a nemoc označil jako „polyneuritis interstitialis chronica“.
Marek zavedl moderní vyšetřovací metody dobytka. Díla Josefa Marka byla mnohokrát vydána a přeložena do několika jazyků. Marek byl od roku 1925 členem akademie Leopoldina. Obdržel čestné doktoráty univerzit v Utrechtu, Lipsku, Hannoveru, Sofii a Budapešti.

## Dílo
- Lehrbuch der klinischen Diagnostik der inneren Krankheiten der Haustiere
- Spezielle Pathologie und Therapie der Haustiere
- Die Rhachitis in ihren ätiologischen, biochemischen, pathogenetischen, pathologisch-anatomischen und klinischen Beziehungen
- Die orientalische Rinderpest mit besonderer Berücksichtigung der klinischen und anatomischen Merkmale und er Differentialdiagnose. Im Anhange: 14 Krankengeschichten und Zerlegungsbefunde (společně s Oskarem Wellmannem)
- Über originäre Kuhpocken beim Menschen